# Унија јужноамеричких нација
Унасур Унија нација Јужне Америке (шп. Unión de Naciones Suramericanas, хол. Unie van Zuid-Amerikaanse Naties, скраћено Унасур или Унасул) наднационална је и међувладина унија која обједињује две постојеће организације слободне трговине — Меркосур и Андску заједницу — као део текућег процеса интеграције Јужне Америке. Организација је настала по узору на Европску унију.
Споразум о оснивању Јужноамеричке уније је потписан 23. маја 2008. на Трећем самиту шефова држава у Бразилији. Према овом споразуму, седиште Уније ће бити у Киту. Јужноамерички парламент ће се налазити у Кочабамби, док ће се њена банка Банка Југа (хол. Bank van het Zuiden, порт. Banco do Sul), налазити у Каракасу.
У априлу 2018. године шест земаља - Аргентина, Бразил, Чиле, Колумбија, Парагвај и Перу - прекинуло је чланство, а у августу исте године Колумбија је најавила иступање из ове организације. У марту 2019. године, председник Бразила Жаир Болсонаро најавио је намеру своје земље да се повуче из организације. Еквадор је 13. марта 2019. објавио да ће се повући из организације. Председник земље Лењин Морено такође је затражио од блока да врати зграду седишта организације са седиштем у Киту.
У јануару 2019, усред све веће забринутости због венецуеланског Николаса Мадура, нова група, PROSUR, напредовала је како би се супротставила утицају онога што земље у региону називају диктатуром у Венецуели. Чилеански самит за организацију PROSUR одржан је 22. марта 2019. године и искључио је Венецуелу. Аргентина, Бразил, Боливија, Колумбија, Чиле, Еквадор, Уругвај, Парагвај, Перу, Гвајана и Суринам позвани су да се придруже новом регионалном блоку. Уругвај је 10. марта 2020. званично најавио повлачење из организације.

## Чланице
Боливија
 Гвајана
 Суринам
 Венецуела

## Посматрачи
Мексико
 Панама

## Структура
Председници сваке земље чланице имали су годишње састанке, што је био највиши политички мандат. Први састанак одржан је у Бразилији 29. и 30. септембра 2005. Други састанак је одржан у Кочабамби, Боливија, 8. и 9. децембра 2006. Трећи састанак је одржан у Бразилији - овај састанак је требало да се одржи у Картагени (Колумбија), али је одгођен због напетости између Еквадора, Колумбије и Венецуеле. На овом састанку је формализован UNASUR и потписан је Конститутивни уговор организације.
Министри иностраних послова сваке земље састајали су се једном сваких шест месеци. Они су давали конкретне предлоге за акције и извршне одлуке. Одбор сталног представника председника Меркосура и директора одељења Меркосур, генерални секретар Андске заједнице, генерални секретар -ја и стални секретари било које институције за регионалну сарадњу и интеграцију, Организација Уговора о сарадњи Амазона, између осталих, такође су присуствовали овим састанцима.
Дана 9. децембра 2005. основана је Комисија за стратешко разматрање процеса интеграције Јужне Америке. Она се састојала од 12 чланова, чија је функција била израда предлога који ће помоћи у процесу интеграције јужноамеричких нација. Ови предлози су требало да биду изнети на 2. састанку UNASUR-а (2006).
Јужноамерички парламент се налазио у Кочабамби у Боливији, док је седиште Банке Југа било лоцирано у Каракасу у Венецуели.